# Lupia Jazz Orchestra
La Lupia Jazz Orchestra è una big band italiana.
Nata nel 1945, è cambiata da banda cittadina a big band jazzistica, passando da un repertorio di musiche operistico-sinfoniche a un repertorio che comprende brani della Big Band Era, classici del jazz e arrangiamenti di jazz moderno.

## Storia

### Banda Filarmonica Jazzistica
Nell'immediato dopoguerra Adelino Marchiori, sindaco storico del comune di Campagna Lupia, decise di formare una banda cittadina.
Nacque così la Banda Filarmonica Jazzistica di Campagna Lupia con a capo Adelino Marchiori.

### Jazz Band
Alla morte del suo fondatore la banda, sotto la direzione del maestro Daniele Trincanato,  ha cambiato nome in Jazz Band di Campagna Lupia. Il gruppo ha iniziato ad abbandonare sempre più il repertorio bandistico classico a favore di brani jazz.

### Lupia Jazz Orchestra
Nel 2005, in concomitanza con l'incisione del secondo disco (Fourty Brothers), la band ha cambiato nome divenendo la Lupia Jazz Orchestra. Nello stesso anno l'orchestra ha suonato all'Auditorium di Milano assieme alla cantante americana Kimberly Ann Covington. Tale concerto è stato registrato ed è divenuto un album: Kimberly in Concert.
Oggi il repertorio della Band si radica sui classici della Big Band Era (Duke Ellington, Benny Goodman, Glenn Miller, tra gli altri) per arrivare ad arrangiamenti più moderni del Jazz contemporaneo (Lenny Stack, David Wolpe, Naohiro Iwai, Gordon Goodwin, Jarry Gray, Dizzy Gillespie, e altri).
Nel 2015 ha inciso un terzo album in studio, Jazz... ato!.

## Collaborazioni
- Cheryl Porter
- Kimberly Ann Covington
- Kay Foster Jackson
- Paola Casula
- Michele Polga
- Fabrizio Bosso
- Fabio Petretti
- Scott Steen
- Robert Bonisolo
- Beppe Calamosca
- Roberto Rossi
- Marco Tamburini

## Formazione attuale
L'orchestra è composta da circa 30 musicisti divisi in varie sessioni:
- clarinetti
- sassofoni 
  - contralti
  - tenori
  - baritoni
  - soprani
- tromboni
- trombe
- basso tuba
- chitarre
- basso elettrico o contrabbasso
- batteria e percussioni
- cantante

## Discografia

### Registrati in studio
- Dedicato... (2000)
- Fourty Brothers (2005)
- Jazz... ato! (2016)

### Dal vivo
- Kimberly in Concert (2005)